# Different Devil
Different Devil è un singolo del supergruppo statunitense Chickenfoot, il secondo estratto dall'album Chickenfoot III nel 2012.

## Tracce
1. Different Devil (radio edit)
2. Turnin' Left (live)
3. My Kinda Girl (live)
4. Learning to Fall (live)

## Formazione
- Sammy Hagar – voce
- Joe Satriani – chitarra
- Michael Anthony – basso, cori
- Chad Smith – batteria